# Urubamba (Perù)
Urubamba o Urupampa è un comune del Perù, situato nella regione di Cusco e capoluogo della provincia di Urubamba.